# Rapides (hydrologie)
Pour la chanson, voir Rapide (chanson). Pour le film, voir Rapide (film).
Ne doit pas être confondu avec Gorge (géographie).

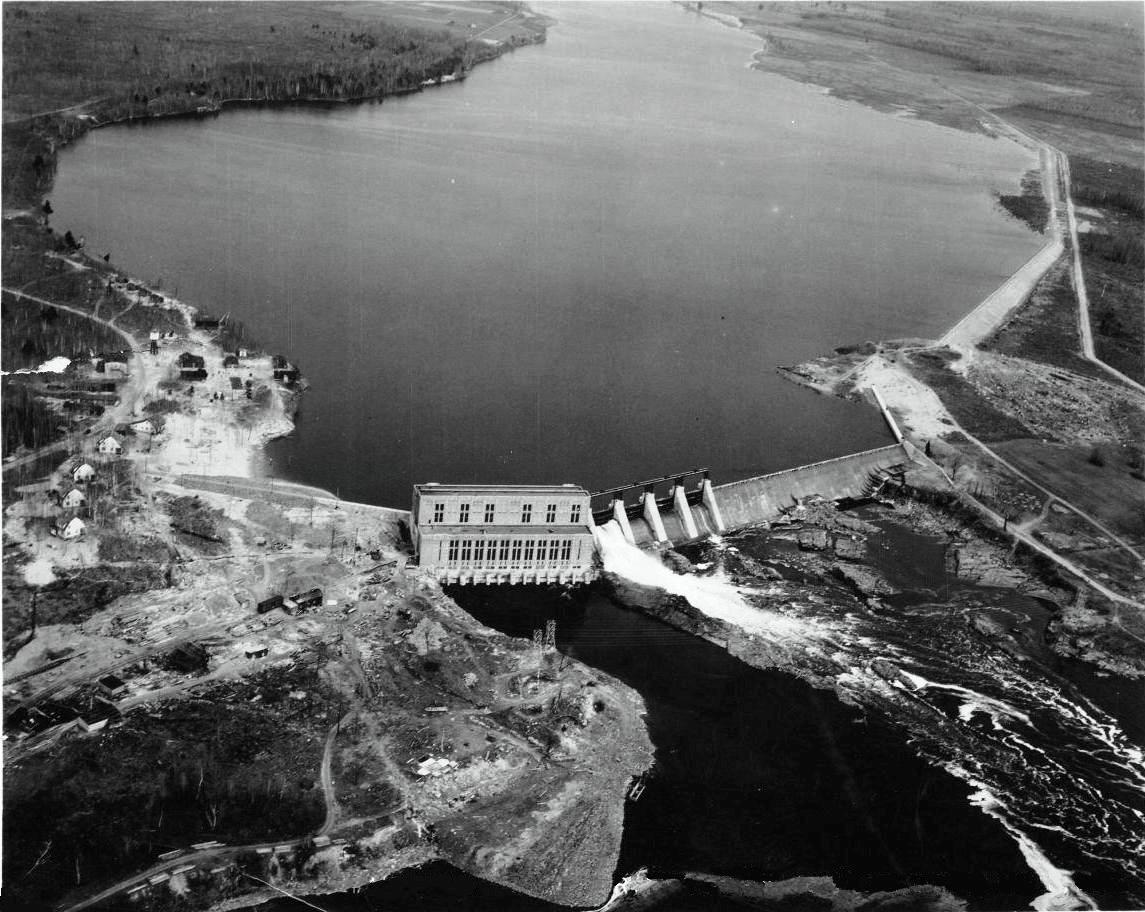
Centrale de la Chute Hemmings - 1925

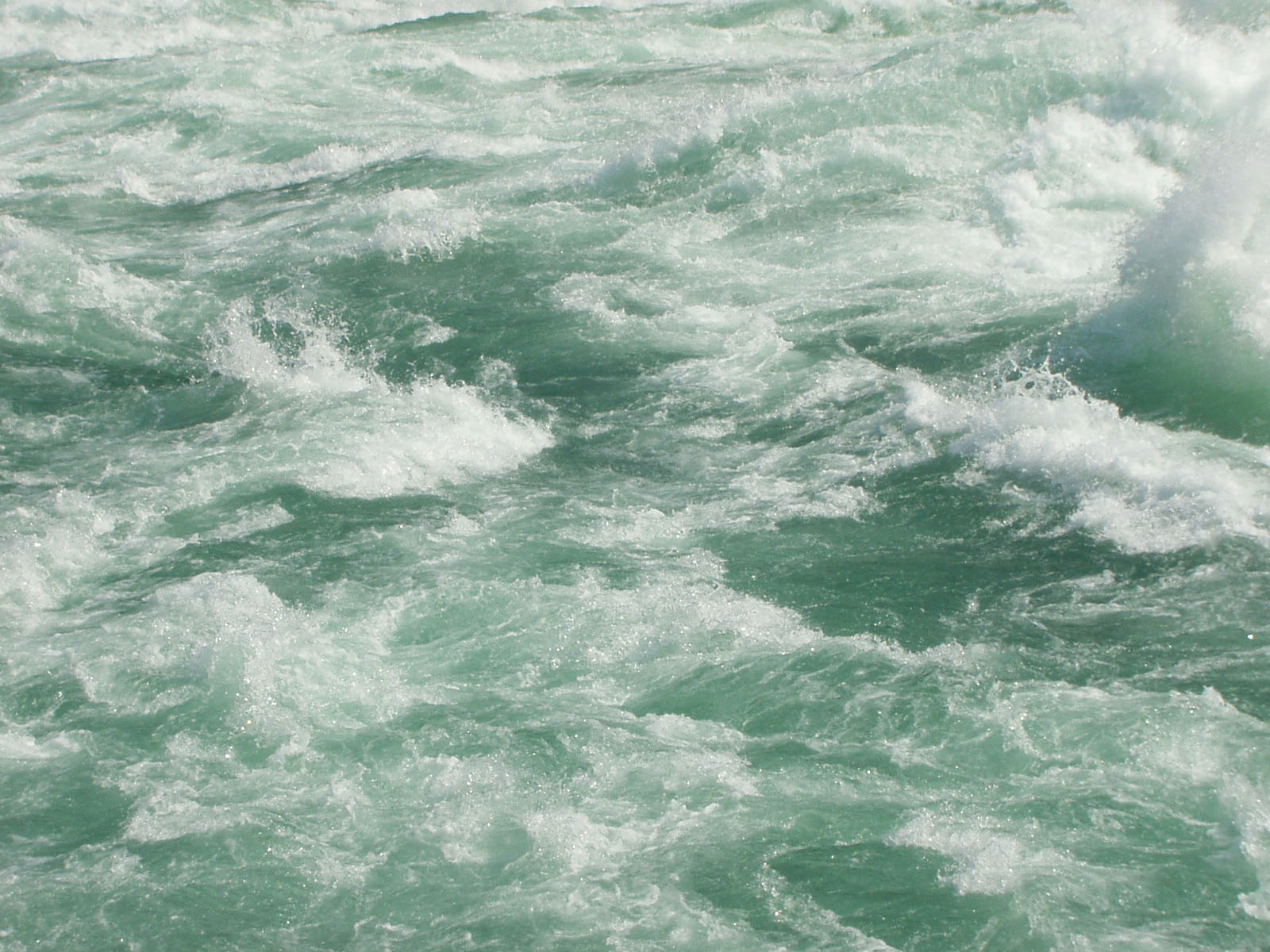
Rapide très violent à proximité des chutes du Niagara.

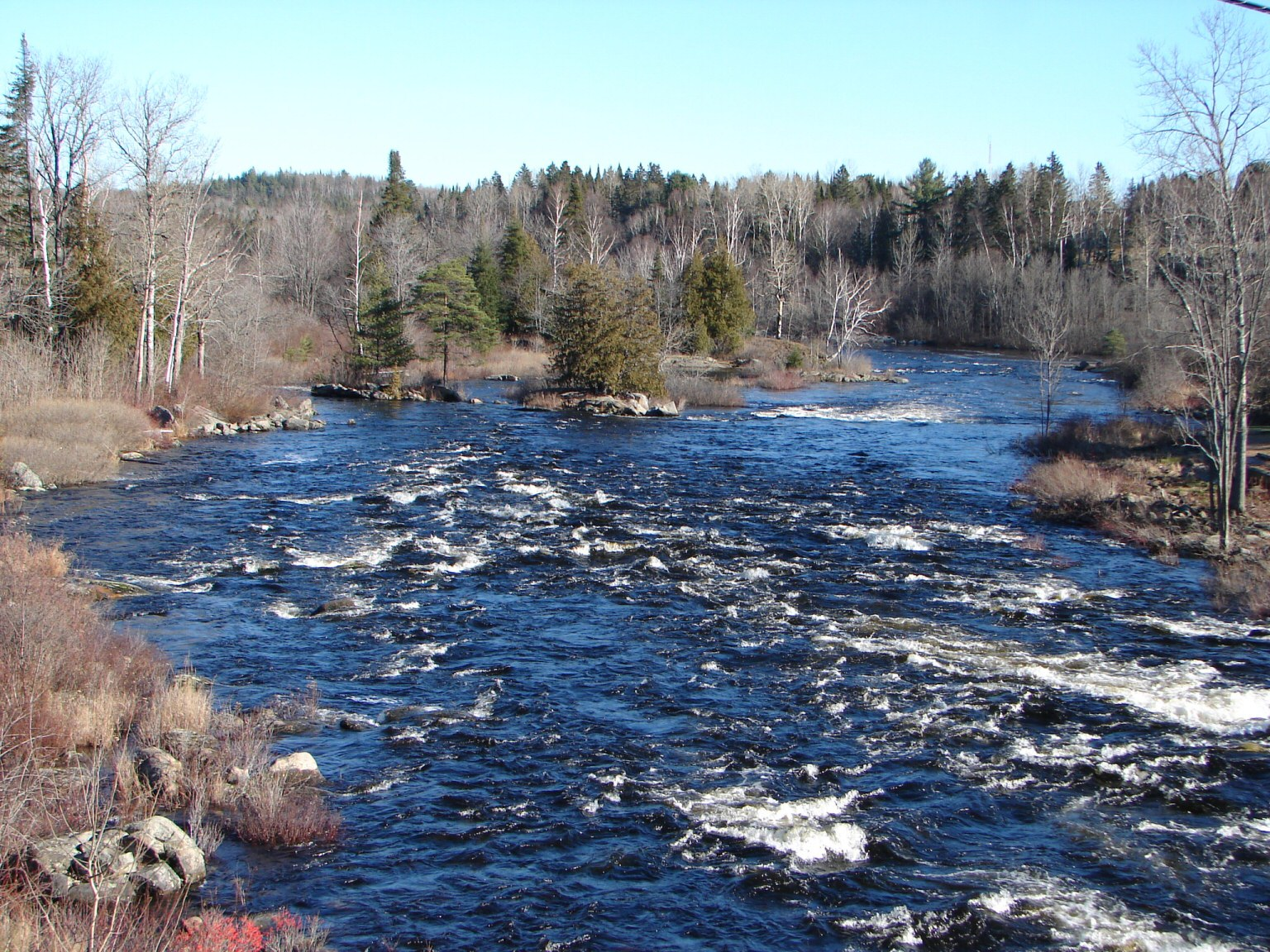
Rapide de classe 2.

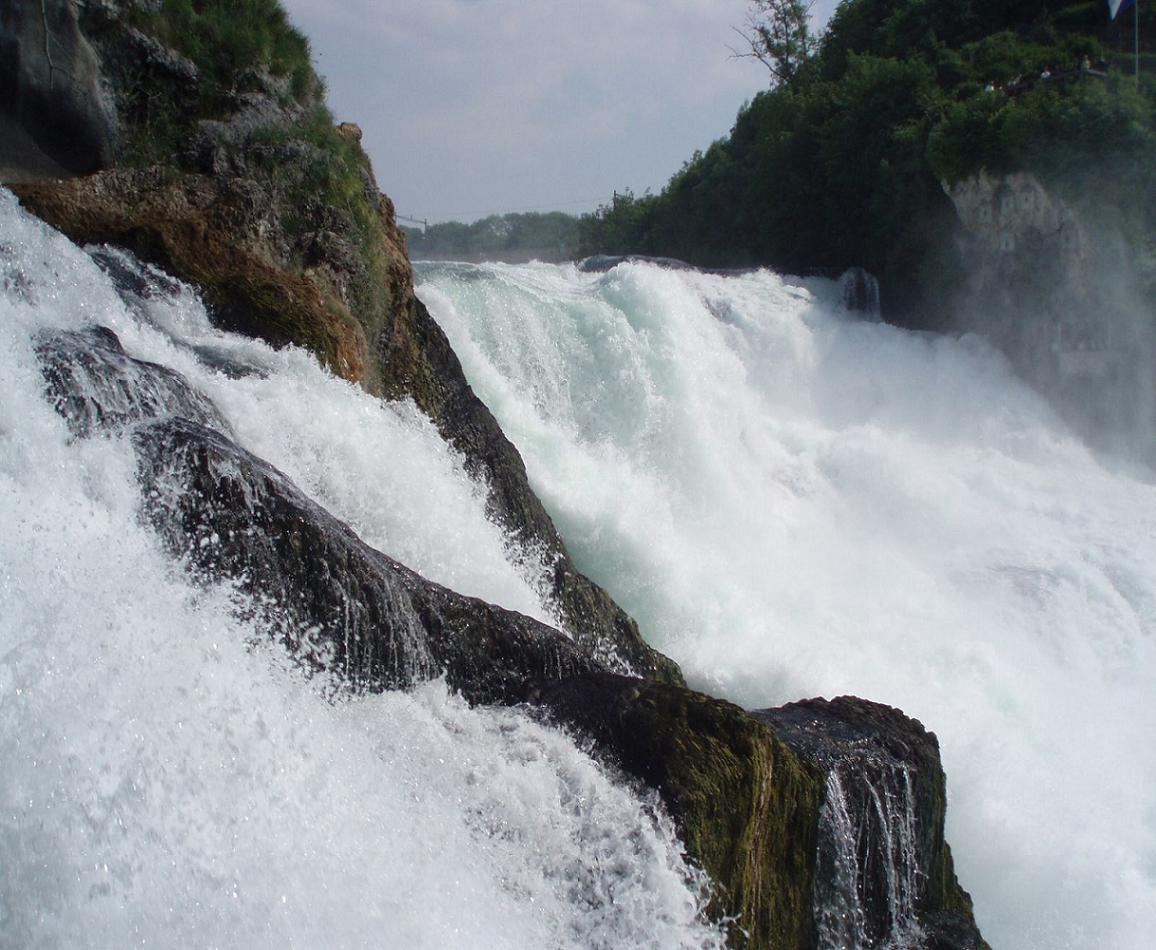
Rapide de classe 6.

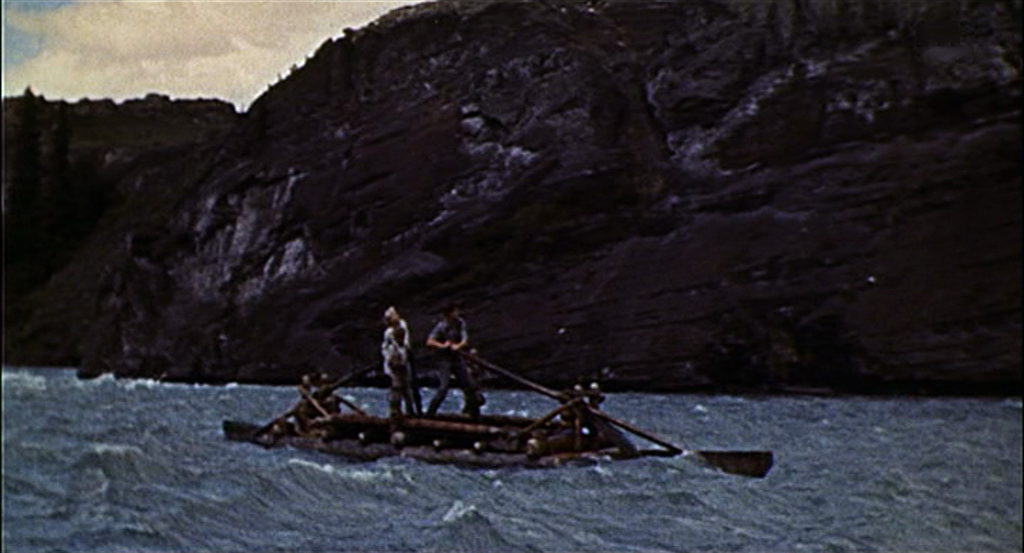
Le radeau de Rivière sans retour, avant d'affronter les rapides.

Un rapide (ou, plus souvent, des rapides) est un segment de rivière ou de fleuve très agité, lorsque le lit de la rivière présente une pente avec un fort gradient, générant une accélération du courant et de fortes turbulences. Un rapide est intermédiaire entre l'écoulement rapide d'une rivière et une chute d'eau.

## Formation
En général, un passage de rapides se traduit par une moindre profondeur de l'eau et la présence de rochers émergents. Les turbulence générées par le rapide écoulement de l'eau autour de ces rochers entraînent des bulles d'air qui se mélangent à l'eau, donnant à celle-ci une couleur blanche. Les rapides se produisent en particulier lorsque le lit de la rivière est formé d'un matériau dur, qui résiste à l'érosion du courant, à la différence du lit de la rivière plus en aval.
Pour toutes ces raisons, les rapides sont particulièrement propices à l’érection d’ouvrages d’art : ponts, barrages, écluses… L'assise aval est choisie pour les retenues d'eau, noyant plus ou moins complètement les rapides. Dans les autres cas, l'amont peut être préféré : les turbulences n’ayant pas élargi le cours d’eau, celui-ci y est moins large.
À Drummondville, sur la rivière Saint-François, des deux barrages hydro-électriques, l'un (Drummond) s’appuie directement sur des rapides (l'autre sur la chute Hemmings) .

## Whitewater
Les anglophones distinguent une catégorie particulière de rapides, les « eaux blanches », ou Whitewaters. Cette distinction a pour principal intérêt l'aspect sportif de la descente de tels rapides, en rafting en particulier. Les whitewater rapids, les rapides à eau blanche, sont ceux dont la violence est telle que l'eau est saturée de bulles d'air au point qu'elle semble blanche.
La navigation sur ces rapides prend le nom de whitewater rafting lorsqu'elle se fait sur un raft, de whitewater kayaking lorsqu'elle se fait en kayak. Les rapides de classe 6 ont longtemps été considérés comme non navigables, jusqu'à ce que quelques descentes aient pu en être réalisées en kayak (pas en raft).

## Classification
Les rapides sont classés selon une échelle internationale, qui va généralement de 1 à 6. Si un rapide de classe 1 est facile à franchir, et ne nécessite aucune manœuvre, un rapide de classe 6, en revanche, constitue un danger mortel. Un rapide de classe 5 peut être catégorisé de façon plus fine, de 5.1 à 5.9.
L'augmentation de la difficulté en passant d'un rapide de classe 5.0 à un autre de classe 5.1 est du même ordre que le passage d'un rapide de classe 4 à un autre de classe 5. Si un rapide de classe 6, normalement non navigable, est franchi plusieurs fois, il peut être reclassé dans la catégorie 5.x appropriée.